# Lillestrøm Sportsklubb 2014
Questa voce raccoglie le informazioni riguardanti il Lillestrøm Sportsklubb nelle competizioni ufficiali della stagione 2014.

## Stagione
Il club, sotto la guida tecnica di Magnus Haglund, nella stagione 2014 ha raggiunto il quinto posto in campionato, frutto di 13 vittorie, 7 pareggi e 10 sconfitte. In Coppa di Norvegia il club ha superato i primi quattro turni (rispettivamente contro Fet, Moss, Kongsvinger ed Aalesund), per poi essere eliminato dalla competizione ai quarti di finale dal Sarpsborg 08. 

## Maglie e sponsor
Lo sponsor tecnico per la stagione 2014 fu Legea. La divisa casalinga fu composta da una maglietta gialla con inserti neri, pantaloncini neri e calzettoni gialli. Quella da trasferta era invece totalmente rossa, con inserti bianchi.
| Casa | Trasferta |

## Rosa
| N. |                     | Ruolo | Calciatore          |
| -- | ------------------- | ----- | ------------------- |
| 1  | Norvegia (bandiera) | P     | Kenneth Udjus       |
| 2  | Norvegia (bandiera) | D     | Anders Østli        |
| 3  | Norvegia (bandiera) | D     | Simen Kind Mikalsen |
| 4  | Norvegia (bandiera) | D     | Marius Amundsen     |
| 4  | Norvegia (bandiera) | D     | Ruben Gabrielsen    |
| 5  | Norvegia (bandiera) | D     | Magnar Ødegaard     |
| 7  | Svezia (bandiera)   | C     | Johan Andersson     |
| 8  | Norvegia (bandiera) | C     | Bjørn Helge Riise   |
| 9  | Norvegia (bandiera) | A     | Amahl Pellegrino    |
| 9  | Norvegia (bandiera) | A     | Tommy Høiland       |
| 10 | Norvegia (bandiera) | C     | Petter Vaagan Moen  |
| 11 | Norvegia (bandiera) | C     | Erling Knudtzon     |
| 12 | Norvegia (bandiera) | P     | Jacob Faye Lund     |
| 13 | Norvegia (bandiera) | D     | Frode Kippe         |
| 14 | Islanda (bandiera)  | C     | Pálmi Rafn Pálmason |

| N. |                           | Ruolo | Calciatore         |
| -- | ------------------------- | ----- | ------------------ |
| 15 | Norvegia (bandiera)       | C     | Marius Lundemo     |
| 16 | Norvegia (bandiera)       | C     | Ohi Omoijuanfo     |
| 17 | Norvegia (bandiera)       | C     | Erik Mjelde        |
| 18 | Nigeria (bandiera)        | C     | Bonke Innocent     |
| 19 | Norvegia (bandiera)       | A     | Joachim Osvold     |
| 20 | Norvegia (bandiera)       | D     | Stian Ringstad     |
| 21 | Costa d'Avorio (bandiera) | C     | Moryké Fofana      |
| 22 | Norvegia (bandiera)       | D     | Simen Nordermoen   |
| 23 | Nigeria (bandiera)        | A     | Fred Friday        |
| 30 | Norvegia (bandiera)       | C     | Kevin Arinze Echem |
| 31 | Norvegia (bandiera)       | D     | Keivan Ghaedamini  |
| 33 | Norvegia (bandiera)       | D     | Kristoffer Ajer    |
| 34 | Norvegia (bandiera)       | D     | Nikolas Walstad    |
| 39 | Norvegia (bandiera)       | P     | Clement Twizere    |
| 77 | Kenya (bandiera)          | P     | Arnold Origi       |

## Calciomercato

### Sessione invernale(dal 01/01 al 31/03)
| Acquisti | Acquisti            | Acquisti        | Acquisti      |
| R.       | Nome                | da              | Modalità      |
| -------- | ------------------- | --------------- | ------------- |
| P        | Jacob Faye Lund     | Fram Larvik     | fine prestito |
| D        | Simen Kind Mikalsen | Ullensaker/Kisa | definitivo    |
| D        | Magnar Ødegaard     | Molde           | prestito      |
| C        | Marius Lundemo      | Bærum           | definitivo    |
| A        | Tommy Høiland       | Molde           | prestito      |

| Cessioni         | Cessioni          | Cessioni        | Cessioni      |
| R.               | Nome              | a               | Modalità      |
| ---------------- | ----------------- | --------------- | ------------- |
| D                | Marius Høibråten  |                 | svincolato    |
| D                | Thomas Piermayr   |                 | svincolato    |
| D                | Isak Scheel       |                 | svincolato    |
| D                | Fredrik Stoor     |                 | svincolato    |
| C                | Markus Furseth    | Ullensaker/Kisa | definitivo    |
| C                | Joakim Holmedal   |                 | svincolato    |
| A                | Thorstein Helstad |                 | svincolato    |
| Altre operazioni |                   |                 |               |
| R.               | Nome              | da              | Modalità      |
| D                | Magnar Ødegaard   | Molde           | fine prestito |

### Operazioni successive alla sessione invernale
| Acquisti | Acquisti        | Acquisti    | Acquisti      |
| R.       | Nome            | da          | Modalità      |
| -------- | --------------- | ----------- | ------------- |
| P        | Jacob Faye Lund | Fram Larvik | fine prestito |

| Cessioni | Cessioni        | Cessioni     | Cessioni   |
| R.       | Nome            | a            | Modalità   |
| -------- | --------------- | ------------ | ---------- |
| P        | Jacob Faye Lund | Fram Larvik  | prestito   |
| D        | Anders Østli    | Vestsjælland | definitivo |

### Sessione estiva(dal 15/07 al 15/08)
| Acquisti | Acquisti         | Acquisti | Acquisti   |
| R.       | Nome             | da       | Modalità   |
| -------- | ---------------- | -------- | ---------- |
| D        | Marius Amundsen  | Strømmen | definitivo |
| C        | Bonke Innocent   |          | svincolato |
| A        | Amahl Pellegrino | Bærum    | definitivo |

| Cessioni | Cessioni         | Cessioni | Cessioni      |
| R.       | Nome             | a        | Modalità      |
| -------- | ---------------- | -------- | ------------- |
| P        | Kenneth Udjus    | Sogndal  | prestito      |
| D        | Kristoffer Ajer  | Start    | definitivo    |
| D        | Ruben Gabrielsen | Molde    | definitivo    |
| A        | Joachim Osvold   | TPS      | prestito      |
| A        | Tommy Høiland    | Molde    | fine prestito |

### Operazioni successive alla sessione estiva
| Acquisti | Acquisti       | Acquisti | Acquisti      |
| R.       | Nome           | da       | Modalità      |
| -------- | -------------- | -------- | ------------- |
| A        | Joachim Osvold | TPS      | fine prestito |

## Risultati

### Eliteserien

#### Girone di andata
| Arbitro: | Berntsen (Vang) |

|             |           |                       |
| Gytkjær 81’ | Marcatori | 76’ (aut.) Andreassen |

| Arbitro: | Hagen (Grue) |

|                                                                           |           |           |
| Vaagan Moen 45’ (rig.) Pálmason 58’ Halldórsson 78’ (aut.) Omoijuanfo 90’ | Marcatori | 67’ Rubio |

| Arbitro: | Staberg (Harstad) |

|  |           |                |
|  | Marcatori | 86’ Böðvarsson |

| Arbitro: | Moen (Haugesund) |

|                |           |  |
| Orlov 53’, 69’ | Marcatori |  |

| Lillestrøm 28 aprile 2014, ore 19:00 5ª giornata | Lillestrøm           | 0 – 0 referto | Aalesund | Åråsen Stadion (5.230 spett.)\| Arbitro: \| Hobber Nilsen (Oslo) \| |
| Arbitro:                                         | Hobber Nilsen (Oslo) |               |          |                                                                     |

| Arbitro: | Sandmoen (Kjelsås) |

|            |           |                        |
| Chatto 14’ | Marcatori | 7’ Knudtzon 76’ Fofana |

| Arbitro: | Kjensli (Oslo) |

|                           |           |  |
| Pálmason 27’ Knudtzon 48’ | Marcatori |  |

| Arbitro: | Rafiq (Oslo) |

|  |           |                          |
|  | Marcatori | 11’ Ringstad 40’ Lundemo |

| Arbitro: | Hagen (Grue) |

|                |           |                       |
| Gabrielsen 17’ | Marcatori | 13’ Chima 42’ Hovland |

| Arbitro: | Moen (Haugesund) |

|                                |           |                      |
| Lindkvist 21’ Kippe 51’ (aut.) | Marcatori | 18’ Kippe 85’ Fofana |

| Arbitro: | Edvartsen (Hamar) |

|                                                            |           |           |
| Gabrielsen 18’ Knudtzon 37’ Fofana 45’ T. Høiland 73’, 85’ | Marcatori | 79’ Kassi |

| Arbitro: | Skjerven (Kaupanger) |

|                                    |           |           |
| Selnæs 38’ Mikkelsen 72’ Riski 74’ | Marcatori | 55’ Kippe |

| Arbitro: | Johnsen (Tønsberg) |

|                                    |           |  |
| Fofana 6’ Knudtzon 35’ Høiland 71’ | Marcatori |  |

| Arbitro: | Hagen (Grue) |

|                                         |           |            |
| Tripić 33’ (rig.) Børufsen 47’ Hoff 68’ | Marcatori | 36’ Mjelde |

| Lillestrøm 12 luglio 2014, ore 18:00 15ª giornata | Lillestrøm    | 0 – 0 referto | Sarpsborg 08 | Åråsen Stadion (4.376 spett.)\| Arbitro: \| Hansen (Feda) \| |
| Arbitro:                                          | Hansen (Feda) |               |              |                                                              |

#### Girone di ritorno
| Stavanger 20 luglio 2014, ore 19:00 16ª giornata | Viking          | 0 – 0 referto | Lillestrøm | Viking Stadion (7.828 spett.)\| Arbitro: \| Berntsen (Vang) \| |
| Arbitro:                                         | Berntsen (Vang) |               |            |                                                                |

| Arbitro: | Staberg (Harstad) |

|             |           |              |
| Mattila 66’ | Marcatori | 89’ Pálmason |

| Arbitro: | Hafsås (Trondheim) |

|                                                    |           |                                    |
| Vaagan Moen 35’ (rig.), 90’ Lundemo 41’ Friday 90’ | Marcatori | 45’ Huseklepp 71’ Barmen 72’ Orlov |

| Sandnes 10 agosto 2014, ore 18:00 19ª giornata | Sandnes Ulf       | 0 – 0 referto | Lillestrøm | Sandnes Idrettspark (2.841 spett.)\| Arbitro: \| Staberg (Harstad) \| |
| Arbitro:                                       | Staberg (Harstad) |               |            |                                                                       |

| Arbitro: | Edvartsen (Hamar) |

|                              |           |           |
| Vaagan Moen 19’ Knudtzon 73’ | Marcatori | 46’ Berre |

| Arbitro: | Lundby (Bøverbru) |

|  |           |              |
|  | Marcatori | 89’ Amundsen |

| Arbitro: | Hobber Nilsen (Oslo) |

|                            |           |  |
| Fofana 61’ Vaagan Moen 80’ | Marcatori |  |

| Arbitro: | Hafsås (Trondheim) |

|                                      |           |                              |
| Gulbrandsen 10’ Elyounoussi 12’, 62’ | Marcatori | 47’ Pálmason 60’ Vaagan Moen |

| Arbitro: | Staberg (Harstad) |

|                              |           |  |
| Vaagan Moen 30’ Ringstad 71’ | Marcatori |  |

| Arbitro: | Moen (Haugesund) |

|                      |           |  |
| Brustad 3’ Kassi 41’ | Marcatori |  |

| Arbitro: | Hagen (Grue) |

|  |           |                        |
|  | Marcatori | 68’ Helland 89’ Jensen |

| Arbitro: | Hagen (Grue) |

|                   |           |           |
| Ødegaard 21’, 41’ | Marcatori | 85’ Kippe |

| Arbitro: | Hobber Nilsen (Oslo) |

|                                     |           |                          |
| Pálmason 33’, 38’, 69’ Knudtzon 50’ | Marcatori | 72’ (aut.) Kind Mikalsen |

| Arbitro: | Kjensli (Oslo) |

|                                         |           |  |
| Friday 12’, 83’ Fofana 13’ Pálmason 90’ | Marcatori |  |

| Arbitro: | Staberg (Harstad) |

|                                             |           |                         |
| Kronberg 26’ (rig.) Zajić 76’ Thomassen 82’ | Marcatori | 43’ Mjelde 86’ Pálmason |

### Norgesmesterskapet
| Arbitro: | Gjermshus |

|  |           |                                                                  |
|  | Marcatori | 15’, 90’ Omoijuanfo 60’, 69’ Fofana 71’, 76’ Mjelde 73’ Knudtzon |

| Arbitro: | Eskås |

|  |           |                                                       |
|  | Marcatori | 3’ (rig.), 27’ Vaagan Moen 5’, 87’ Høiland 15’ Mjelde |

| Arbitro: | Kjensli (Oslo) |

|                                                   |           |               |
| Mjelde 35’ Vaagan Moen 50’ Høiland 73’ Mjelde 90’ | Marcatori | 59’ Myklebust |

| Arbitro: | Helgerud (Lier) |

|           |           |                                         |
| James 90’ | Marcatori | 51’ Vaagan Moen 119’ Østli 120’ Høiland |

| Arbitro: | Johnsen (Tønsberg) |

|  |           |                    |
|  | Marcatori | 15’ Zajić 80’ Wiig |

## Statistiche

### Statistiche di squadra
| Competizione      | Punti | Totale | Totale | Totale | Totale | Totale | Totale | D.R. |
| Competizione      | Punti | G      | V      | N      | P      | Gf     | Gs     | D.R. |
| ----------------- | ----- | ------ | ------ | ------ | ------ | ------ | ------ | ---- |
| Eliteserien       | 46    | 30     | 13     | 7      | 10     | 49     | 35     | +14  |
| Coppa di Norvegia | -     | 5      | 4      | 0      | 1      | 19     | 4      | +15  |
| Totale            | 46    | 35     | 17     | 7      | 11     | 68     | 39     | +29  |

### Statistiche dei giocatori
In corsivo i calciatori che hanno lasciato la società durante la stagione.
| Giocatore      | Eliteserien | Eliteserien | Eliteserien | Eliteserien | Coppa di Norvegia | Coppa di Norvegia | Coppa di Norvegia | Coppa di Norvegia | Totale   | Totale | Totale      | Totale     |
| Giocatore      | Presenze    | Reti        | Ammonizioni | Espulsioni  | Presenze          | Reti              | Ammonizioni       | Espulsioni        | Presenze | Reti   | Ammonizioni | Espulsioni |
| -------------- | ----------- | ----------- | ----------- | ----------- | ----------------- | ----------------- | ----------------- | ----------------- | -------- | ------ | ----------- | ---------- |
| K. Udjus       | 0           | 0           | 0           | 0           | 2                 | -1                | 0                 | 0                 | 2        | -1     | 0           | 0          |
| G. Andersen    | 10          | 0           | 0           | 0           | 3                 | 1                 | 0                 | 0                 | 13       | 1      | 0           | 0          |
| S. K. Mikalsen | 16          | 0           | 3           | 0           | 3                 | 0                 | 0                 | 0                 | 19       | 0      | 3           | 0          |
| M. Amundsen    | 14          | 1           | 0           | 0           | 1                 | 0                 | 0                 | 0                 | 15       | 1      | 0           | 0          |
| R. Gabrielsen  | 14          | 2           | 3           | 0           | 4                 | 0                 | 0                 | 0                 | 18       | 2      | 3           | 0          |
| M. Ødegaard    | 21          | 0           | 0           | 0           | 5                 | 0                 | 0                 | 0                 | 26       | 0      | 0           | 0          |
| J. Andersson   | 26          | 0           | 3           | 0           | 3                 | 0                 | 0                 | 0                 | 29       | 0      | 3           | 0          |
| B. H. Riise    | 27          | 0           | 2           | 0           | 1                 | 0                 | 0                 | 0                 | 28       | 0      | 2           | 0          |
| A. Pellegrino  | 7           | 0           | 1           | 0           | 1                 | 0                 | 0                 | 0                 | 8        | 0      | 1           | 0          |
| T. Høiland     | 13          | 3           | 1           | 0           | 4                 | 4                 | 0                 | 0                 | 17       | 7      | 1           | 0          |
| P. V. Moen     | 27          | 7           | 2           | 0           | 5                 | 4                 | 0                 | 0                 | 32       | 11     | 2           | 0          |
| E. Knudtzon    | 27          | 6           | 4           | 0           | 4                 | 1                 | 0                 | 0                 | 31       | 7      | 4           | 0          |
| Y. F. Lund     | 0           | 0           | 0           | 0           | 0                 | 0                 | 0                 | 0                 | 0        | 0      | 0           | 0          |
| F. Kippe       | 19          | 3           | 2           | 0           | 3                 | 0                 | 1                 | 0                 | 22       | 3      | 3           | 0          |
| P. R. Pálmason | 27          | 9           | 2           | 0           | 2                 | 0                 | 0                 | 0                 | 29       | 9      | 2           | 0          |
| M. Lundemo     | 26          | 2           | 1           | 0           | 4                 | 0                 | 2                 | 0                 | 30       | 2      | 3           | 0          |
| O. Omoijuanfo  | 24          | 1           | 4           | 0           | 5                 | 2                 | 1                 | 0                 | 29       | 3      | 5           | 0          |
| E. Mjelde      | 19          | 2           | 0           | 0           | 4                 | 5                 | 0                 | 0                 | 23       | 7      | 0           | 0          |
| B. Innocent    | 1           | 0           | 0           | 0           | 0                 | 0                 | 0                 | 0                 | 1        | 0      | 0           | 0          |
| J. Osvold      | 0           | 0           | 0           | 0           | 1                 | 0                 | 0                 | 0                 | 1        | 0      | 0           | 0          |
| S. Ringstad    | 23          | 3           | 2           | 0           | 3                 | 0                 | 1                 | 0                 | 26       | 3      | 3           | 0          |
| M. Fofana      | 29          | 6           | 2           | 0           | 5                 | 2                 | 0                 | 0                 | 34       | 8      | 2           | 0          |
| S. Nordermoen  | 0           | 0           | 0           | 0           | 1                 | 0                 | 0                 | 0                 | 1        | 0      | 0           | 0          |
| F. Friday      | 16          | 3           | 1           | 0           | 3                 | 0                 | 0                 | 0                 | 19       | 3      | 1           | 0          |
| K. A. Echem    | 0           | 0           | 0           | 0           | 0                 | 0                 | 0                 | 0                 | 0        | 0      | 0           | 0          |
| K. Ghaedamini  | 0           | 0           | 0           | 0           | 0                 | 0                 | 0                 | 0                 | 0        | 0      | 0           | 0          |
| K. Ajer        | 0           | 0           | 0           | 0           | 0                 | 0                 | 0                 | 0                 | 0        | 0      | 0           | 0          |
| N. Walstad     | 0           | 0           | 0           | 0           | 0                 | 0                 | 0                 | 0                 | 0        | 0      | 0           | 0          |
| A. Origi       | 30          | -35         | 1           | 0           | 3                 | -3                | 1                 | 0                 | 33       | -38    | 2           | 0          |